# Snížený a zvýšený text

Nejspodnější z ilustrací písmové osnovy ukazuje polohu horního a dolního indexového účaří

Snížený text a zvýšený text je označení z oboru typografie pro tu část textu, která není v rámci písmové osnovy usazena na základní dotažnici, ale je buď výše nebo níže. Typické je použití jen pro několik znaků, nejčastěji ve vzorcích, a zejména je snížení nebo zvýšení užíváno pro indexy – v takovém případě je přirozené nazývat vzniklé znaky přímo dolní index a horní index a linky, na které jsou tyto znaky usazeny, bývají nazývány také dolní a horní indexové účaří.

## Podpora v softwaru

### HTML
V rámci HTML slouží k vyznačení zvýšeného textu dvojice značek <sup>…</sup> a k vyznačení sníženého textu dvojice značek <sub>…</sub>.

### TeX
V TeXu je používání sníženého a zvýšeného textu nejběžnější v matematickém režimu, kde je snížený text uvozen podtržítkem a zvýšený text je uvozen stříškou. Tedy $X_{ab}$ vytvoří {\displaystyle X_{ab}} a $X^{ab}$ vytvoří {\displaystyle X^{ab}}.

### MediaWiki
MediaWiki používá v běžném textu stejné značky jako HTML a v matematickém režimu stejné značky jako TeX.